# Piqûre de raie
Les piqûres de raie sont causées par les épines de la queue des raies myliobatiformes, surtout celles appartenant aux familles Dasyatidae, Urotrygonidae, Urolophidae, et Potamotrygonidae. Les raies n'attaquent généralement pas de manière agressive ni même ne se défendent activement. Lorsqu'elles sont menacées, leur première réaction est de fuir. Lorsqu'elles sont attaquées par des prédateurs ou se font marcher dessus, elles fouettent avec leur queue pointue. C'est inefficace contre les requins, leur principal prédateur.
En fonction de la taille de la raie, les humains sont généralement piqués dans la région des membres inférieurs .
Les piqûres se produisent généralement lorsque les nageurs ou les plongeurs marchent accidentellement sur une raie. L'homme est moins susceptible d'être piqué en cas de simple contact avec la pointe d'une raie. Les surfeurs et ceux qui entrent dans les eaux avec de grandes populations de raies ont appris à glisser leurs pieds dans le sable plutôt que de marcher, pour que les raies les détectent et s'éloignent, ou piétinent le fond lorsque les eaux sont troubles. Il a été rapporté des pointes de raies se brisant, cela semble être rare.
Ce ne serait pas fatal à la raie et la pointe repousse à un taux d'environ 1,25 à 2 centimètres par mois, avec d'importantes variations selon la taille de la raie et son espèce.
Le contact avec le poinçon provoque un traumatisme local, de la douleur, un œdème, des crampes musculaires dues au venin, et plus tard éventuellement l'infection par des bactéries ou des champignons.
Les blessures immédiates pour l'homme incluent, sans se limiter, à : l'empoisonnement, les perforations, les ruptures d'artères et de veines, et parfois la mort
,
,

Les piqûres mortelles sont très rares ; elles se produisent, comme dans le cas de Steve Irwin.

## La structure biologique du poinçon

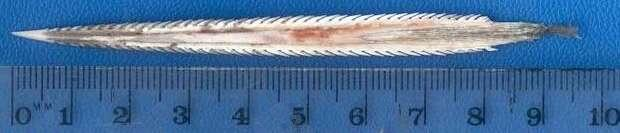
Un poinçon de raie (la règle est graduée en cm)

Le poinçon est couvert de rangées de pointes plates en vasodentine, un matériau cartilagineux très dur. Les faces inférieures des épines comportent deux rainures longitudinales qui courent le long de la pointe et enferment les cellules sécrétrices de venin. Les tissus venimeux et la vasodentine sont enveloppés dans un épiderme qui se déchire lorsque la pointe est plongée dans une victime. Quelques épines peuvent se détacher lorsque le poinçon sort de la plaie et rester dans la plaie provoquant une envenimation prolongée.

## Effets de la piqûre
De nombreuses victimes de piqûres endurent des nausées, des vomissements, des diarrhées, une douleur extrême à la plaie, des crampes musculaires et la lacération du site de ponction.
Des conséquences plus graves ont parfois été observées comme des épines embarquées, des infections, des hypotensions, allant même jusqu'à l'amputation ou la mort

## Traitement

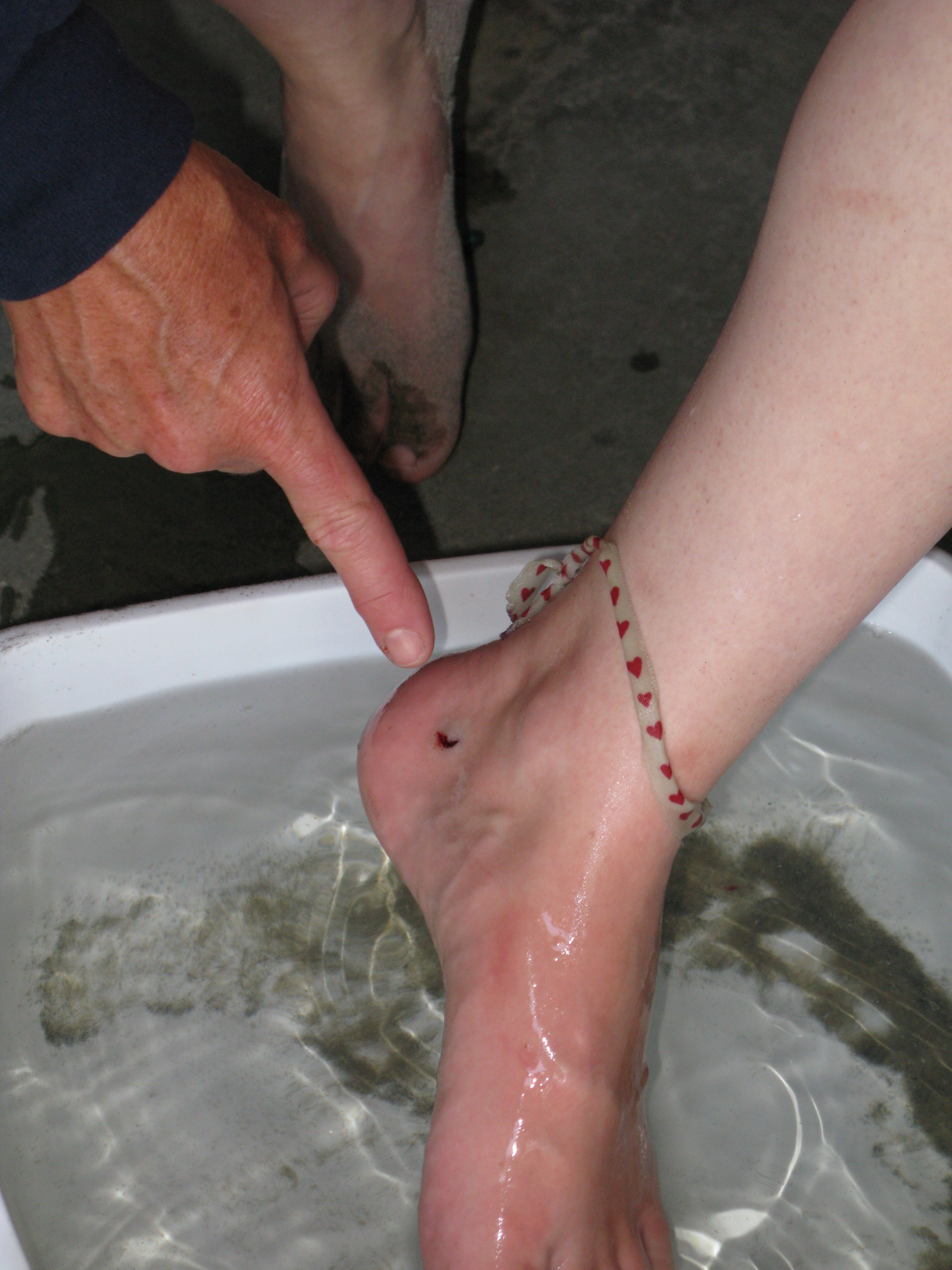
Le traitement d'une blessure avec de l'eau chaude

L'application d'eau chaude peut aider à soulager la douleur. La température optimale est de 45 °C, en prenant soin de ne pas provoquer de brûlures. De multiples théories sur le mécanisme de soulagement de la douleur par l'eau chaude ont été proposées. La rumeur populaire selon laquelle l'eau chaude neutraliserait le venin est remise en question. Les flux d'eau chaude devraient pénétrer profondément dans la plaie et seraient susceptibles de causer des dommages thermiques aux tissus environnants. Une autre possibilité serait l'action[évasif] sur les récepteurs de la douleur dans le système nerveux.
Des antibiotiques peuvent être administrés pour prévenir l'infection s'il y a un retard dans le traitement, si la blessure est profonde, ou s'il y a une grande quantité de matériel étranger dans la plaie.
L'injection immédiate d'un anesthésique local dans et autour de la plaie (bloc nerveux), peut être utile, tout comme l'administration par voie parentérale d'antalgique opiacé telle que l'injection intramusculaire de la péthidine.
Un anesthésique local peut apporter un soulagement presque immédiat pendant plusieurs heures. Le vinaigre et la papaïne sont inefficaces. La douleur dure normalement jusqu'à 48 heures, et est plus forte durant les premières 30 à 60 minutes, pouvant être accompagnée de nausées, fatigue, crampes, maux de tête, fièvre et frissons. Toute piqûre devrait susciter une évaluation médicale.
La plaie doit être soigneusement nettoyée, et l'exploration chirurgicale est souvent nécessaire pour éliminer tout fragment restant dans la plaie. Après le nettoyage, une échographie est utile pour confirmer la suppression de tous les fragments
.
Tous les restes ne sont pas radio-opaques mais l'imagerie x-ray radiographie peut être utile lorsque l'échographie n'est pas disponible.

## Accidents notables
L'animateur Cyril Chauquet a été piqué en 2005 dans la lagune de Brus (es) au Honduras par l'aiguillon d'une raie fraîchement coupé et qu'il tapotait contre sa main. Si l'animal ne pouvait plus actionner ses muscles pour augmenter la charge de venin enduisant l'aiguillon, celle déjà présente a valu à l'animateur « la pire douleur (de sa) vie » et une nuit de souffrances.
L'aventurier Steve Irwin a été tué alors qu'il plongeait près de la Grande Barrière de Corail par une raie pastenague qui lui a planté son aiguillon dans le cœur.